# Ramulus xixiaense
Ramulus xixiaense är en insektsart som först beskrevs av Chen, S.C. 1999.  Ramulus xixiaense ingår i släktet Ramulus och familjen Phasmatidae. Inga underarter finns listade i Catalogue of Life.